# Posąg Rolanda
Posąg Rolanda (niem. Rolandstatue) – w średniowieczu stawiano posągi Rolanda jako znak wolności w wielu miastach Europy, tzw. miastach Rolanda. Figura Rolanda symbolizowała niezależność miasta, prawo do wolnego handlu oraz własnej jurysdykcji.

## Posągi

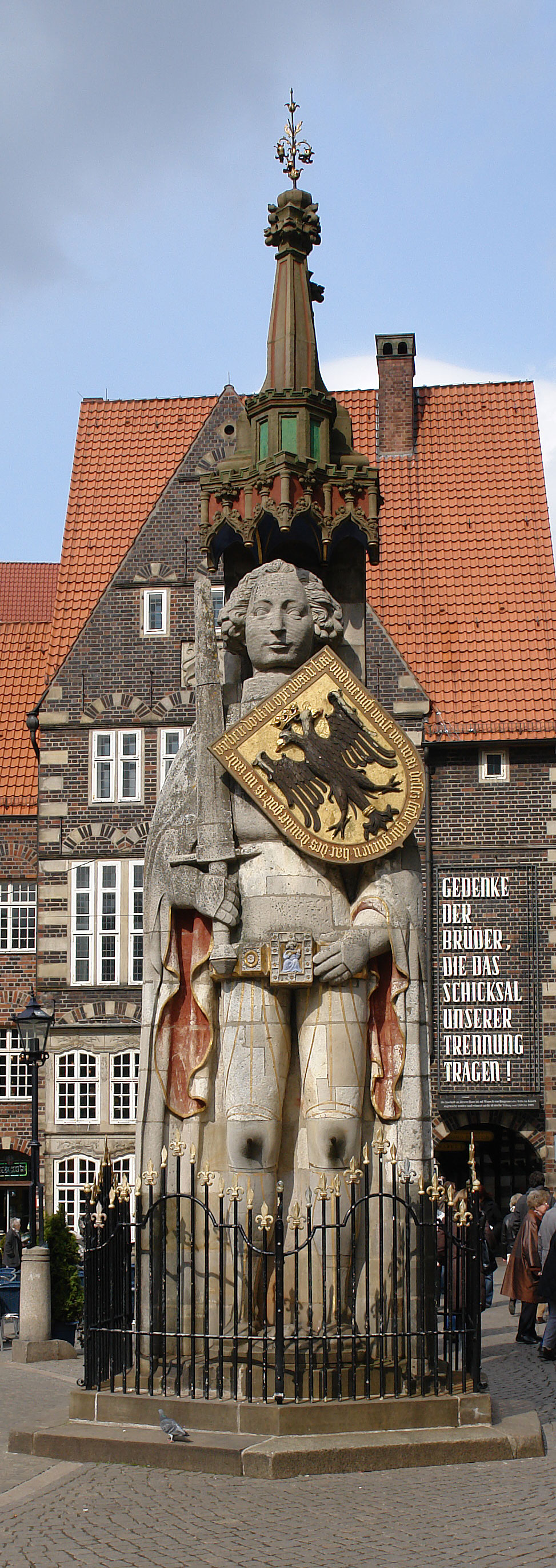
Posąg Rolanda w Bremie (Niemcy)
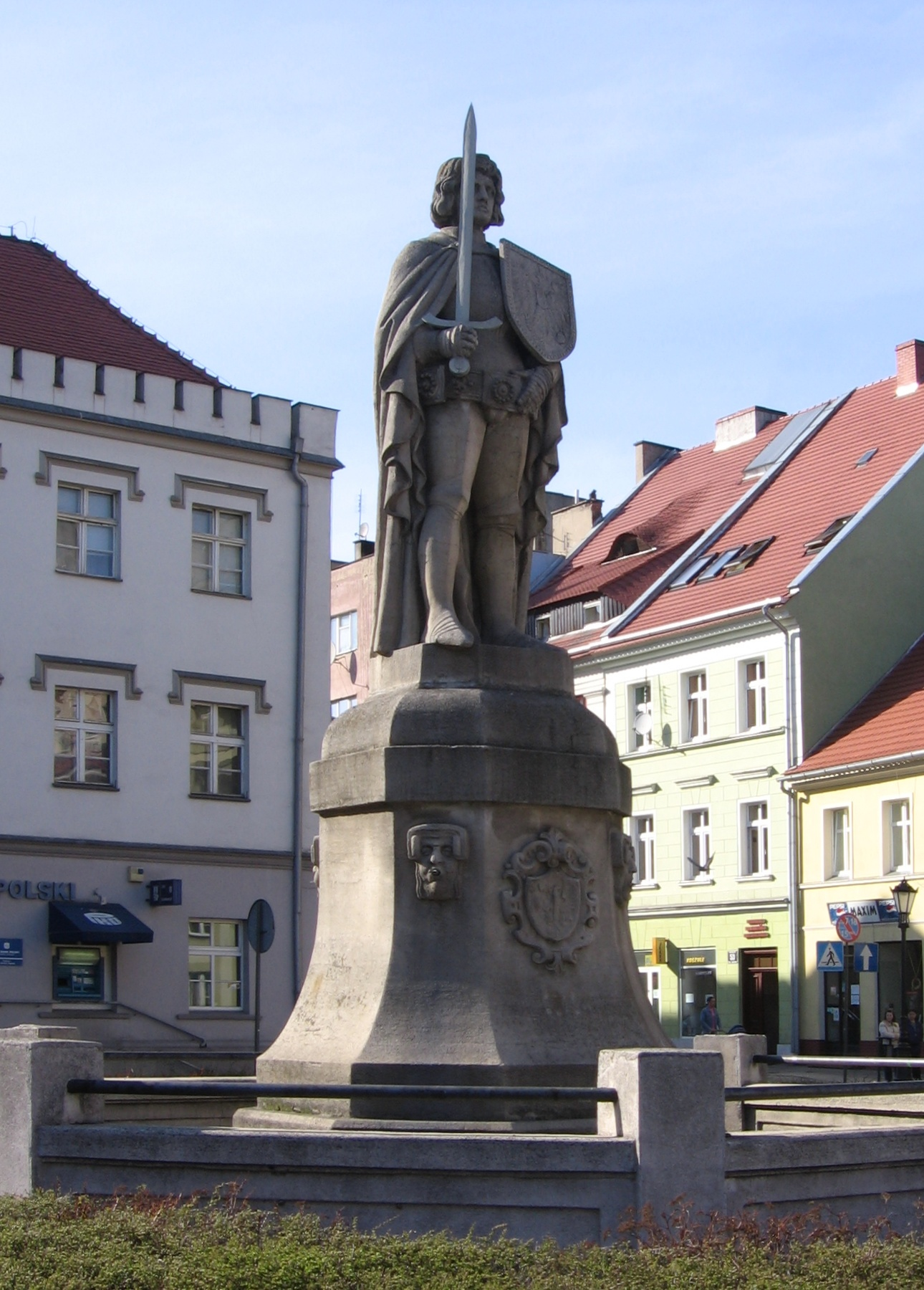
Posąg Rolanda w Środzie Śląskiej (Polska)
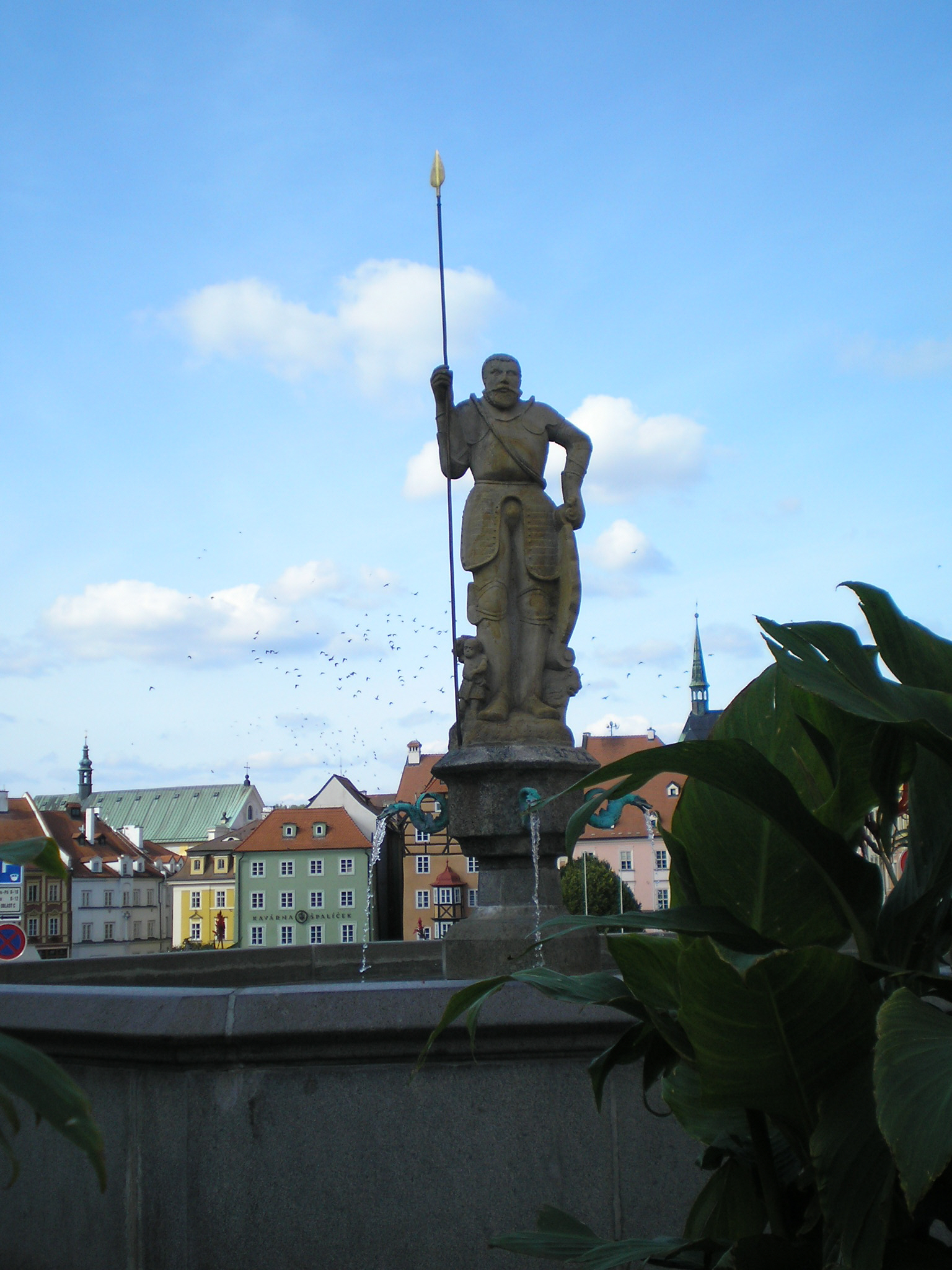
Fontanna Rolanda w Chebie (Czechy)
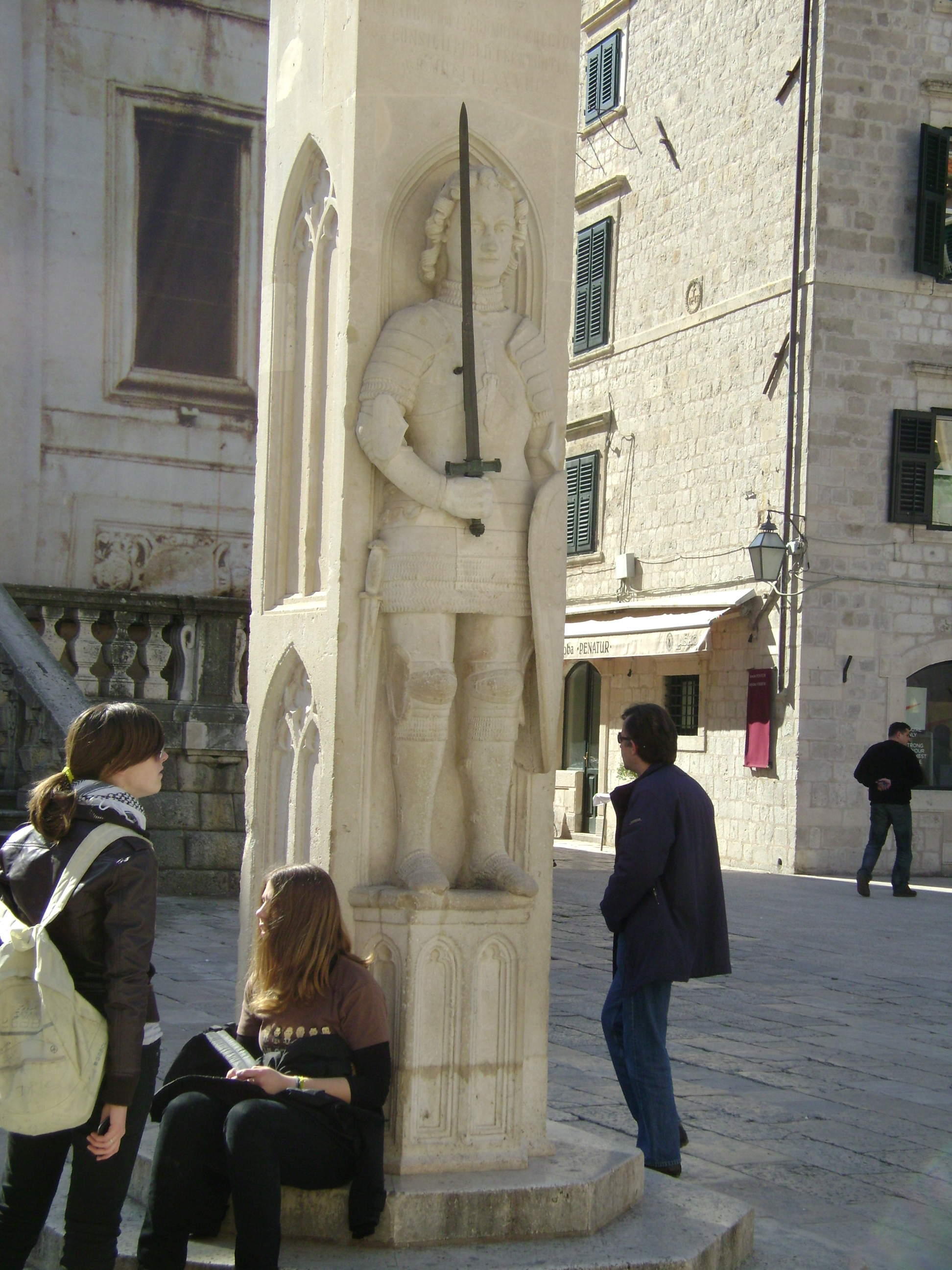
Kolumna Rolanda w Dubrowniku (Chorwacja)